# Marathon van Parijs 1993
De marathon van Parijs 1993 werd gelopen op zondag 25 april 1993. Het was de zeventiende editie van deze marathon.
De Pool Leszek Beblo zegevierde bij de mannen in 2:10.46. De Japanse Mitsuyo Yoshida was de snelste marathonloopster in 2:29.16.
Een speciaal geval was dat de haas van dienst, Raf Wyns, die tot taak had om gedurende 25 kilometer kopwerk te verrichten, de marathon verder ook uitliep. De Belg was niet voorbereid om de volledige afstand af te leggen, maar finishte desondanks als veertiende in 2:13.17.

## Uitslagen

### Mannen
| rang   | naam                     | land | tijd    |
| ------ | ------------------------ | ---- | ------- |
| Goud   | Leszek Beblo             | POL  | 2:10.46 |
| Zilver | Belaye Wolashe           | ETH  | 2:10.57 |
| Brons  | Sid-Ali Sakhri           | ALG  | 2:11.09 |
| 4      | Andres Antonio Rodrigues | POR  | 2:11.18 |
| 5      | Slawomir Gurny           | POL  | 2:11.21 |
| 6      | Viktor Chumakov          | BLR  | 2:11.56 |
| 7      | Aleksey Zhelonkin        | RUS  | 2:12.09 |
| 8      | Csaba Szucs              | HUN  | 2:12.10 |
| 9      | Dominique Chauvelier     | FRA  | 2:12.11 |
| 10     | Andrew Green             | ENG  | 2:12.12 |
| 11     | Bertrand Itsweire        | FRA  | 2:12.23 |
| 12     | Martin Pitayo            | MEX  | 2:12.54 |
| 13     | Chaouki Achour           | FRA  | 2:13.05 |
| 14     | Raf Wyns                 | BEL  | 2:13.17 |
| 15     | Mario Sousa              | POR  | 2:13.22 |
| 16     | Bruno Leger              | FRA  | 2:13.28 |
| 17     | Jean-Baptiste Protais    | FRA  | 2:13.50 |
| 18     | Abel Mokibe              | RSA  | 2:13.54 |

### Vrouwen
| rang   | naam                | land | tijd    |
| ------ | ------------------- | ---- | ------- |
| Goud   | Mitsuyo Yoshida     | JPN  | 2:29.16 |
| Zilver | Maria Rebelo        | FRA  | 2:30.36 |
| Brons  | Nadezhda Wijenberg  | RUS  | 2:30.44 |
| 4      | Frith van der Merwe | RSA  | 2:32.01 |
| 5      | Judit Nagy          | HUN  | 2:32.57 |
| 6      | Tatyana Zolotareva  | RUS  | 2:33.52 |
| 7      | Olga Loginova       | RUS  | 2:35.52 |
| 8      | Isabelle Guillot    | FRA  | 2:36.30 |
| 9      | Vera Sukhova        | RUS  | 2:37.18 |
| 10     | Irina Sklyarenko    | UKR  | 2:37.24 |

1976 ·
1977 ·
1978 ·
1979 ·
1980 ·
1981 ·
1982 ·
1983 ·
1984 ·
1985 ·
1986 ·
1987 ·
1988 ·
1989 ·
1990 ·
1991 ·
1992 ·
1993 ·
1994 ·
1995 ·
1996 ·
1997 ·
1998 ·
1999 ·
2000 ·
2001 ·
2002 ·
2003 ·
2004 ·
2005 ·
2006 ·
2007 ·
2008 ·
2009 ·
2010 ·
2011 · 
2012 · 
2013 ·
2014 ·
2015 ·
2016 ·
2017